# Aléxis Damianós
Aléxis Damianós (grec moderne : Αλέξης Δαμιανός) né à Athènes le 21 janvier 1921 et mort le 4 mai 2006 est un réalisateur, dramaturge et acteur grec.

## Biographie
Né à Athènes, Aléxis Damianós fit ses études dans cette même ville. Il étudia en parallèle la philosophie à l'université d'Athènes et le théâtre à l'école dramatique du Théâtre national de Grèce.
En 1946, il devint membre de la troupe de théâtre des Artistes associés. L'année suivante, il appartenait à la troupe de Karolos Koun (en). En 1948-49, avec sa propre troupe, appelée « Théâtre expérimental », il monta les premières représentations de Seán O'Casey en Grèce ainsi que deux de ses propres pièces. En 1950, il rejoignit la troupe de G. Karousou.
Cependant, en 1951, il quitta le théâtre pour une dizaine d'années. Il se consacra alors à la fabrication artisanale de métiers à tisser.
En 1961, il fonda la troupe du théâtre Poreia. Ce fut aussi le nom de sa maison de production cinématographique. Avec elle, il monta Flowering Cherry de Robert Bolt, A Taste of Honey de Shelagh Delaney, I nostri sogni d'Ugo Betti, La Vipère de Lillian Hellman et ses propres pièces La Cage ouverte et Le Dernier Automne. Il monta ensuite Les Lanternes rouges d'Alekos Galanos. En 1964, avec la troupe Papamichael, il monta La Paix du dimanche de John Osborne. L'année suivante, avec la troupe Alexandrakis, ce fut Blues for M.. Charlie de James Baldwin.
En 1972, il s'installa en Eubée, sur une exploitation agricole biologique.

## Dramaturge
- To Kalokairi therisoume (L'été nous moissonnons)
- To Spitiko mas (Notre maison)
- T' αγρίμια (Les Sauvages)
- Anichti klouvi (La Cage ouverte)
- Tο τελευταίο φθινόπωρο (Le Dernier Automne)

## Filmographie sélective

### Réalisateur
- 1966 Jusqu'au bateau : film de cinéma, réalisateur, scénariste, producteur et directeur artistique
- 1971 Evdokía : film de cinéma, réalisateur et scénariste
- 1983 Patoukhas : série télévisée, réalisateur
- 1995 L'Aurige : film de cinéma, réalisateur

### Acteur
- 1965 Le Voleur : court-métrage de cinéma, acteur
- 1966 Bref Entracte : film de cinéma, acteur
- 1966 La Peur : film de cinéma, acteur
- 1971 Étrange Voyageur : série télévisée, acteur
- 1972 Oui, mais : film de cinéma, acteur
- 1981 Quand les Grecs : film de cinéma, acteur
- 1983 Le Malentendu : film de cinéma, acteur

## Récompenses
- Festival du cinéma grec 1966 (Thessalonique) :
  - sélection pour Jusqu'au bateau
  - prix spécial pour « avoir élevé le niveau poétique du festival » avec Jusqu'au bateau